# Diaea longisetosa
Diaea longisetosa är en spindelart som beskrevs av Roewer 1961. Diaea longisetosa ingår i släktet Diaea och familjen krabbspindlar.
Artens utbredningsområde är Senegal. Inga underarter finns listade i Catalogue of Life.